# Krzysztof Horn
Krzysztof Horn (ur. w 1977 roku) – polski twórca muzyki elektronicznej, łączącej klasyczną elektronikę z nowymi brzmieniami i wstawkami oryginalnych etnicznych instrumentów takich jak didgeridoo.
Współzałożyciel grupy elektronicznej Remote Spaces (z Konradem Jakrzewskim). Po zawieszeniu działalności zespołu w 2006 r. rozpoczął solową karierę. W przygotowaniu pierwsza płyta, pt. City Jungle.
Brał udział w wielu projektach muzycznych z takimi twórcami jak Human Error, Paul Lawler, Polaris, Odyssey, Konrad Kucz, Trebunie Tutki, Goana Project. Wspólnie z Human Error skomponował muzykę do nagrodzonego w konkursie 4fun.tv na najlepszy krótkometrażowy film animowany filmu Awiator oraz dwa utwory z płyty Mój Yeti. Uczestniczył w nagraniu płyty „Góralsko Siła” zespołu Trebunie Tutki, grając na instrumentach klawiszowych.

## Dyskografia

### Remote Spaces
- 2004 - Remote Spaces „Silos”[3]
- 2003 - Odyssey vs. Remote Spaces „Projekt Ypsilon”[4]
- 2000 - Remote Spaces „Elektronicznie”[5]
- 1999 - Remote Spaces „Alpha”[6]
- 1998 - Remote Spaces „Spirale”[7]

### Kompilacje
- 2006 - Various Artists „Contemporary Electronic Soundscapes. Volume I. Ticket to Mars”[8]
- 2005 - Various Artists „Elektroniczny Woodstock 2005"
- 2005 - Various Artists „SynG@te - The Collective Vol. 1"
- 2004 - Various Artists „Ricochet Gathering POLAND"
- 2004 - Various Artists[9]
- 2002 - Various Artists „The Sounds of MOO"

### Kooperacje
- 2009 - Szczeciński Park Naukowo-Technologiczny[10], muzyka do prezentacji
- 2008 - Baśnie.pl, słuchowisko Gringa Ting i Gościnny Dwór[11]
- 2008 - Contemplatron „Delog”[12], remiksy
- 2007 - Human Error „Eden Park"
- 2006 - Trebunie Tutki Góralsko siła, remiksy
- 2005 - FoPa Films „Awiator”, udźwiękowienie i muzyka
- 2005 - FoPa Films „Przypowieść świąteczna”, udźwiękowienie i muzyka